# Чакон, Рональдо
Рональдо Даниэль Чакон Самбрано (исп. Ronaldo Daniel Chacón Zambrano; род. 18 февраля 1998, Сан-Кристобаль) — венесуэльский футболист, нападающий клуба «Депортиво Ла Гуайра»

## Клубная карьера
Чакон начал карьеру в клубе «Депортиво Тачира». 9 ноября 2014 года в матче против «Эстудиантес де Мерида» он дебютировал в венесуэльской Примере. В первом же сезоне Рональдо стал чемпионом Венесуэлы. 5 октября 2015 года в поединке против «Карабобо» Чакон забил свой первый гол за «Депортиво Тачира». Летом 2016 года Рональдо перешёл в «Каракас». 22 октября в матче против «Льянерос» он дебютировал за новую команду. В этом же поединке Чакон забил свой первый гол за «Каракас».
В начале 2018 года Рональдо на правах аренды перешёл в словацкую «Сеницу». 18 февраля в матче против ДАК 1904 он дебютировал в чемпионате Словакии.

## Международная карьера
В 2015 году в составе юношеской сборной Венесуэлы Чакон принял участие юношеского чемпионата Южной Америки в Парагвае. На турнире он сыграл в матчах против команд Парагвая, Перу, Бразилии и Колумбии. В поединках против перцанцев, бразильцев и парагвайцев Рональдо забил три мяча.
В 2017 года Чакон принял участие в молодёжном чемпионате Южной Америки в Эквадоре. На турнире он сыграл в матче против команды Перу, Боливии, Колумбии, Эквадора, Бразилии, Уругвая и Аргентины. В поединках против эквадорцев и уругвайцев Рональдо забил два мяча.
В том же году Чакон завоевал серебряные медали молодёжного чемпионата мира в Южной Корее. На турнире он сыграл в матчах против команд Вануату, Мексики, Японии, США, Уругвая и Англии.

## Достижения

### Командные
«Депортиво Тачира»
- Чемпион Венесуэлы: 2014/2015

Венесуэла (до 20)
- Чемпионат мира среди молодёжных команд — 2017 — 2-е место
- Чемпионат Южной Америки среди молодёжных команд — 2017 — 3-е место